# Back from the Dead (film)
Back from the Dead este un film de groază american din 1957 regizat de Charles Marquis Warren. În rolurile principale joacă actorii Peggie Castle, Arthur Franz și Marsha Hunt.

## Distribuție
- Peggie Castle este Mandy Hazelton Anthony
- Arthur Franz este Dick Anthony
- Marsha Hunt este Kate Hazelton
- Don Haggerty este John Mitchell
- Marianne Stewart este Nancy Cordell
- Otto Reichow este Maître Renault
- Helen Wallace este Ada Bradley
- James Bell este Mr. Bradley
- Evelyn Scott este Molly Prentiss
- Jeanne Bates este Agnes
- Ned Glass este The Doctor
- Jeane Wood este The Nurse

## Legături externe
- Back from the Dead la Internet Movie Database